# Catherine Malfitano

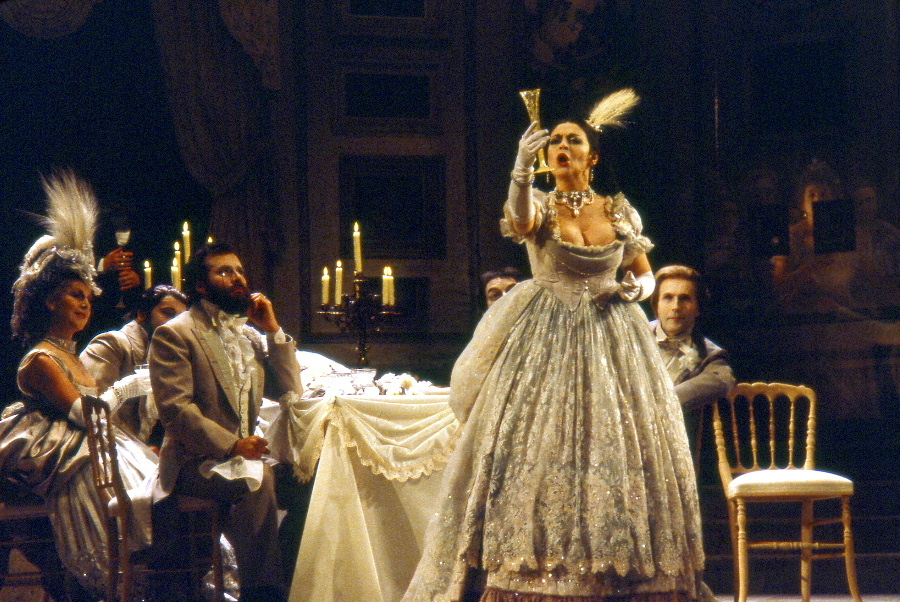
Catherine Malfitano als Violetta in La traviata (1980)

Catherine Malfitano (* 18. April 1948 in New York City) ist eine US-amerikanische Opernsängerin (Sopran).

## Leben
Catherine Malfitano wurde bereits früh an die klassische Musik herangeführt. Beeinflusst vom künstlerischen Lebensstil ihrer Eltern – der Balletttänzerin Maria Maslova und dem Geiger Joseph Malfitano – war es auch für sie ein naheliegender Schritt, im Showbusiness eine professionelle Karriere anzustreben. Ihren ersten Gesangsunterricht erhielt sie durch ihren Vater, mit dem sie 1976 ihr erstes Album „Musik für Stimme und Violine“ aufnahm.
Später studierte sie am Corsaro Studio und an der Manhattan School of Music. 1966 gewann sie den durch die Zeitung Daily News ausgeschriebenen Wettbewerb für neue Sänger, 1973 den Wettbewerb der Opera-America. Catherine Malfitano debütierte 1972 auf der Opernbühne der Central City Opera als Nanetta in Verdis Falstaff und wurde danach Ensemblemitglied der Minnesota Oper und später der New York City Oper. Ihre Karriere führte sie ziemlich früh auch an europäische Bühnen, wo sie 1974 an der Nederlands Oper die Susanna in „Le nozze di Figaro“ gab. 1976 trat sie zum ersten Mal bei den Salzburger Festspielen auf, in Jean-Pierre Ponnelles Inszenierung von „La clemenza di Tito“ (Dirigent James Levine). Sie blieb den Festspielen lange Jahre treu und feierte dort einige ihrer größten Erfolge wie etwa in „Les contes d’Hoffmann“ (1981/82, Inszenierung Jean-Pierre Ponnelle, Dirigent James Levine), Luc Bondys Version von „Salome“ (1992, Dirigent Christoph von Dohnányi) und Patrice Chéreaus Inszenierung von „Don Giovanni“ unter Daniel Barenboim 1994/95.
Eine von Catherine Malfitanos Eigenschaften ist, sich nie auf eine bestimmte Art von Musik einzuschränken. Folglich hat sie ein beachtliches Repertoire von klassischen und kontemporären Rollen angelegt und singt auf Englisch, Deutsch, Italienisch, Französisch und sogar auf Tschechisch. Langsam vertiefte sie ihren lyrischen Sopran zum dramatischeren Fach. Dabei wählte sie häufig komplizierte weibliche Rollencharaktere, was sie auf eine Art schizophrener Notwendigkeit zurückführt, alle ihre inneren Seiten verkörpern zu wollen. Um ihren Charakteren gerecht zu werden, nahm sie auch Schauspielunterricht. „Sänger sollten nicht nur Maschinen sein, Leute erwarten nicht nur pure Stimmen, sondern auch Personen, die für sie glaubhaft sind.“ Diese Einstellung hat sie mit vielen der berühmtesten Regisseure zusammengeführt. So arbeitete sie abgesehen von den bereits Erwähnten mit Robert Altman, Götz Friedrich, Jürgen Flimm – und sie hat an allen wichtigen Häusern der Welt gesungen. Zu ihren herausragendsten Gestaltungen zählen ihre Salome, „Madama Butterfly“ und auch die Floria Tosca in der berühmten TV-Liveübertragung der „Tosca“ (Dirigent Zubin Mehta, Regie Giuseppe Patroni Griffi), gedreht an Originalschauplätzen, für die sie mit dem Emmy Award ausgezeichnet wurde.
Neben ihrer Karriere als Opernsängerin hat sich Catherine Malfitano auch einen Namen als Liedsängerin gemacht. Sie ist verheiratet mit Stephen J. Holowid und hat eine Tochter.